# Tricerma phyllanthoides
Tricerma phyllanthoides là một loài thực vật có hoa trong họ Dây gối. Loài này được (Benth.) Lundell miêu tả khoa học đầu tiên năm 1971.